# Бьонвиль
Бьонви́ль (фр. Bionville) — коммуна во французском департаменте Мёрт и Мозель региона Лотарингия. Относится к кантону Бадонвиллер, стоит у границы с департаментом Вогезы.	

## География

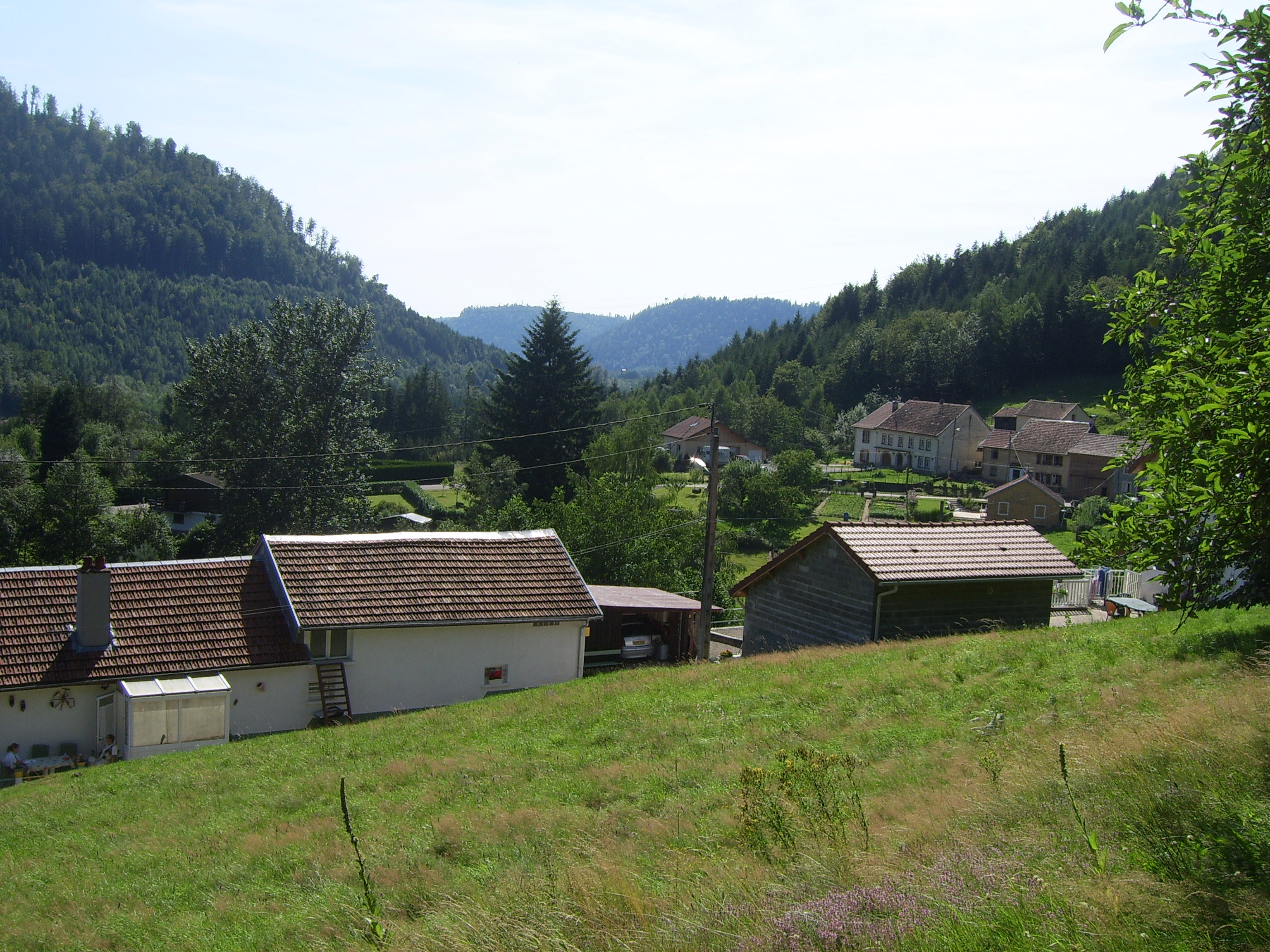
Вогезы, Бьонвиль.

Бьонвиль расположен в 65 км к востоку от Нанси в Вогезах в долине реки Плен, правом притоке Мёрта. Граничит с Аллармоном. Соседние коммуны: Вексенкур и Лювиньи на северо-востоке, Аллармон на юге, Сель-сюр-Плен на юго-западе, Пьер-Персе на западе.

## Демография
Население коммуны на 2010 год составляло 131 человек.
| 1962 | 1968 | 1975 | 1982 | 1990 | 1999 | 2010 |
| ---- | ---- | ---- | ---- | ---- | ---- | ---- |
| 159  | 123  | 80   | 105  | 97   | 123  | 131  |